# Deutsche Tourenwagen Masters
El Deutsche Tourenwagen Masters, también conocido como DTM, es un campeonato de automovilismo que se disputa en Alemania desde el año 2000. Los automóviles que participan en la competencia son automóviles de turismo con carrocería silueta, cuya apariencia simula la de automóviles de calle, aunque su mecánica es totalmente distinta para alcanzar velocidades de 300 km/h.
Esta competición es organizada anualmente por la Internationales Tourenwagen-Rennen e.V. en cooperación con la Federación Alemana de Automovilismo y Motociclismo.
El DTM es una de las categorías de turismos más importantes del mundo y una de las series de automovilismo internacional más populares, junto a la Fórmula 1 y la NASCAR Cup Series. La categoría ha contado con estrellas propias, como los multicampeones Bernd Schneider, Mattias Ekström y Timo Scheider, así como expilotos de Fórmula 1: Mika Häkkinen, Jean Alesi, Ralf Schumacher, Heinz-Harald Frentzen, David Coulthard, Timo Glock, Paul Di Resta, Pascal Wehrlein, Alex Albon, Liam Lawson entre otros.

## Historia

### Antecedentes: Deutsche Tourenwagen Meisterschaft
El DTM original, llamado Deutsche Tourenwagen Meisterschaft, empezó en 1984 con automóviles de equipos privados y bajo reglas de la Federación Internacional del Automóvil. Tuvo tanto éxito en Alemania, que atrajo la atención de los constructores más importantes del país, tales como Mercedes Benz, Opel, BMW y Audi con equipos oficiales.

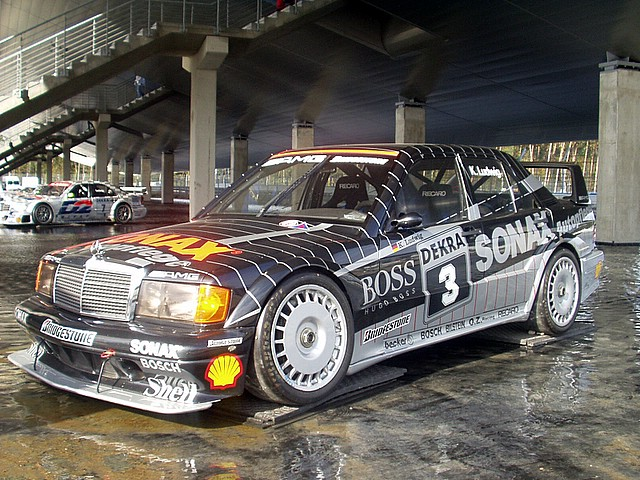
Mercedes-Benz 190E 2.5-16 Evolution II, que compitió en el DTM original en 1992.

La categoría adoptó en 1993 el reglamento Clase 1, convirtiéndose en la más tecnológica categoría de automóviles de turismo del mundo. La tecnología aplicada y los presupuestos de los equipos solo estaban por debajo de los utilizados en la Fórmula 1, como por ejemplo el chasis de fibra de carbono y las cajas de cambios semiautomáticas.
Esa ambición es lo que llevaría al Deutsche Tourenwagen Meisterschaft a terminar estrepitosamente. Los presupuestos subieron, también lo hicieron los derechos de televisión y las entradas a las carreras. Las marcas alemanas Audi y BMW decidieron abandonarlo en 1993 y fundar una nueva categoría más económica, el Super Tourenwagen Cup.
La categoría dejó de correr solo en Alemania y algunos países de Europa, programando fechas en países como Brasil, Japón y Finlandia y tomando el nombre de ITC (Campeonato Internacional de Turismos) lo que además de no tener el éxito esperado, subió los costos de forma excesiva. Esto llevó a Alfa Romeo, BMW y Opel a dejar la competición, dejando solo a Mercedes-Benz, por lo cual la categoría ITC dejó de disputarse en 1997.

### Nacimiento del Deutsche Tourenwagen Masters

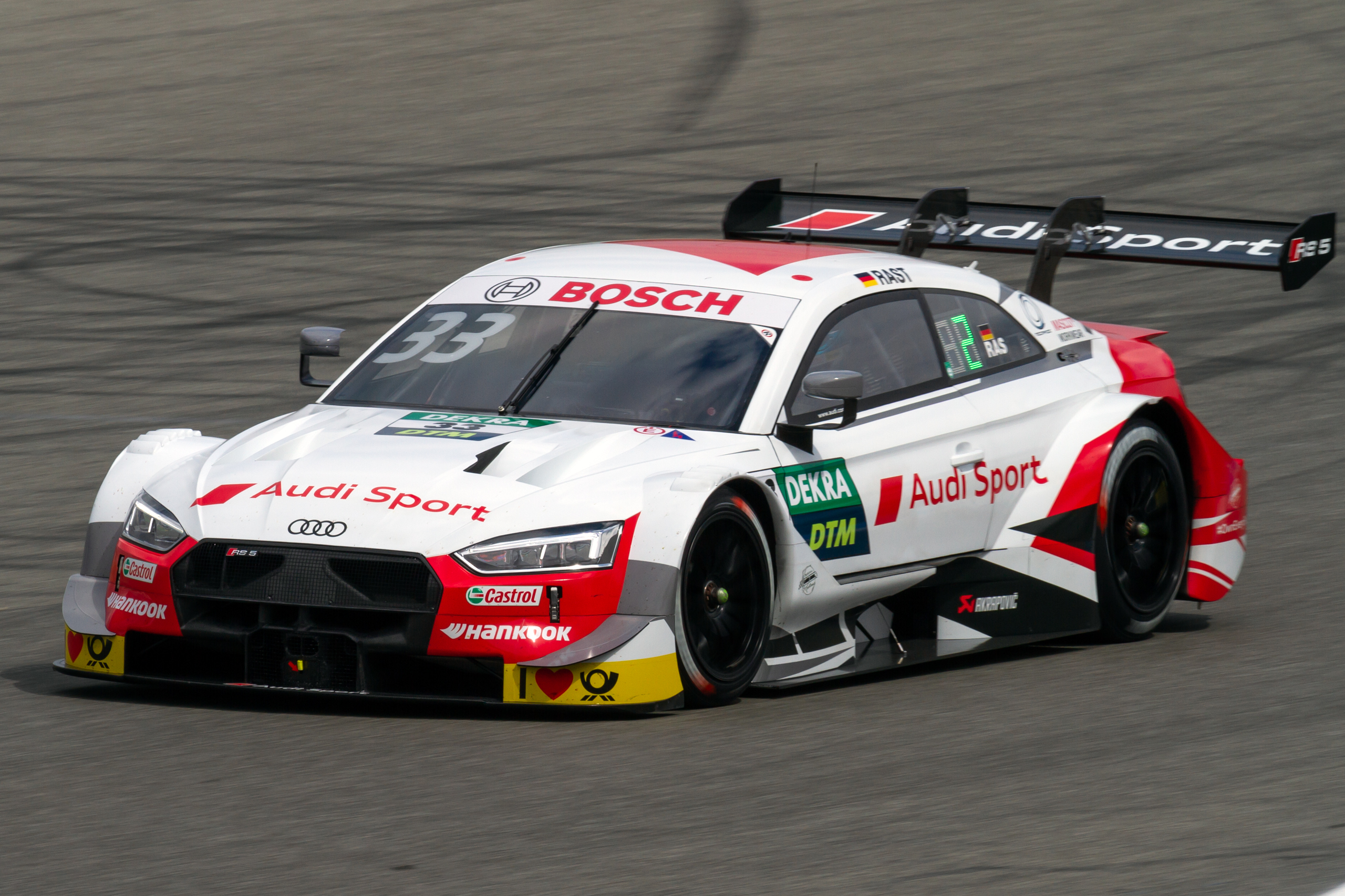
Audi RS5 Turbo DTM de René Rast, tricampeón de la serie.

Tras el colapso de una actividad que en su inicio había servido no solo para fomentar el automovilismo en Alemania sino que también como una fuente de éxito monetario para las marcas, los directores de las ramas deportivas de Mercedes-Benz, Opel y Audi se reunieron en 1998 y 1999 para reorganizar y revivir al DTM, con el objetivo de lograr una categoría tecnológica, competitiva, pero de costos razonables para poder invertir.
El DTM de la era moderna comenzó a disputarse en 2000, posicionándose como la serie más importante a nivel mundial de automóviles de turismo.

### 2004-2012
En 2004, los coches de estilo coupé fueron sustituidos por sedanes de cuatro puertas. Los motores de aspiración natural V8 de 4.0 litros de primera generación aún se mantuvieron hasta 2018 a pesar de la transición a los sedanes. Audi entró como equipo oficial de fábrica por primera vez desde la temporada 1992. Opel se retiró después de 2005, por lo que la categoría contó con dos marcas hasta el retorno de BMW en 2012.
2013-2018
Entre 2013 y 2018, BMW, Mercedes-Benz y Audi fueron los tres fabricantes que compitieron en el DTM. En 2013, la categoría implementó el uso del DRS, similar al de la Fórmula 1.

### 2019-2020 (Class One)
Mercedes-Benz dejó la categoría en 2019 para centrarse en la Fórmula E, dejando lugar al debut de Aston Martin. Ese mismo año, el campeonato adoptó el reglamento «Class One» como motores turbo, con el objetivo de crear una normativa común con el Super GT Japonés. En octubre y noviembre de 2019, ambas categorías compartieron pista en dos eventos, uno dentro del campeonato del DTM con la participación de tres automóviles del Super GT en Hockenheim y otro fuera de campeonato con la parrilla completa en Fuji.
La reglamentación en 2020, la última temporada bajo el Class One, fue de: uso máximo de 1.5 motores por temporada, motor 2.0L Turbo 4 cilindros en línea de 608 cv, uso del DRS con variación regulada según el circuito, con posibilidad de usarlo a 3s del sucesor e implementación de Push-To-Pass: 30cv a partir en 2019 (60cv en 2020, dejando hasta los 668cv).

### 2021- (GT3)
La temporada 2021 cambió a una regulación basada en GT3 para atraer a más fabricantes a la serie. Gracias a esto, Ferrari, Lamborghini y McLaren llegaron en el DTM. y Mercedes-Benz regresó después de 2 años de ausencia.

## Campeones

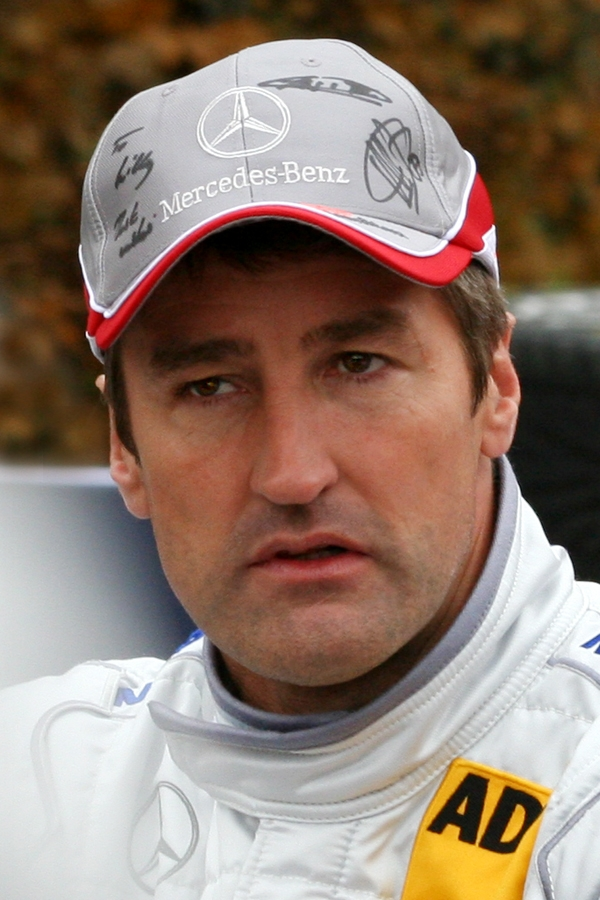
Bernd Schneider ha ganado el campeonato en cuatro ocasiones: 2000, 2001, 2003 y 2006.

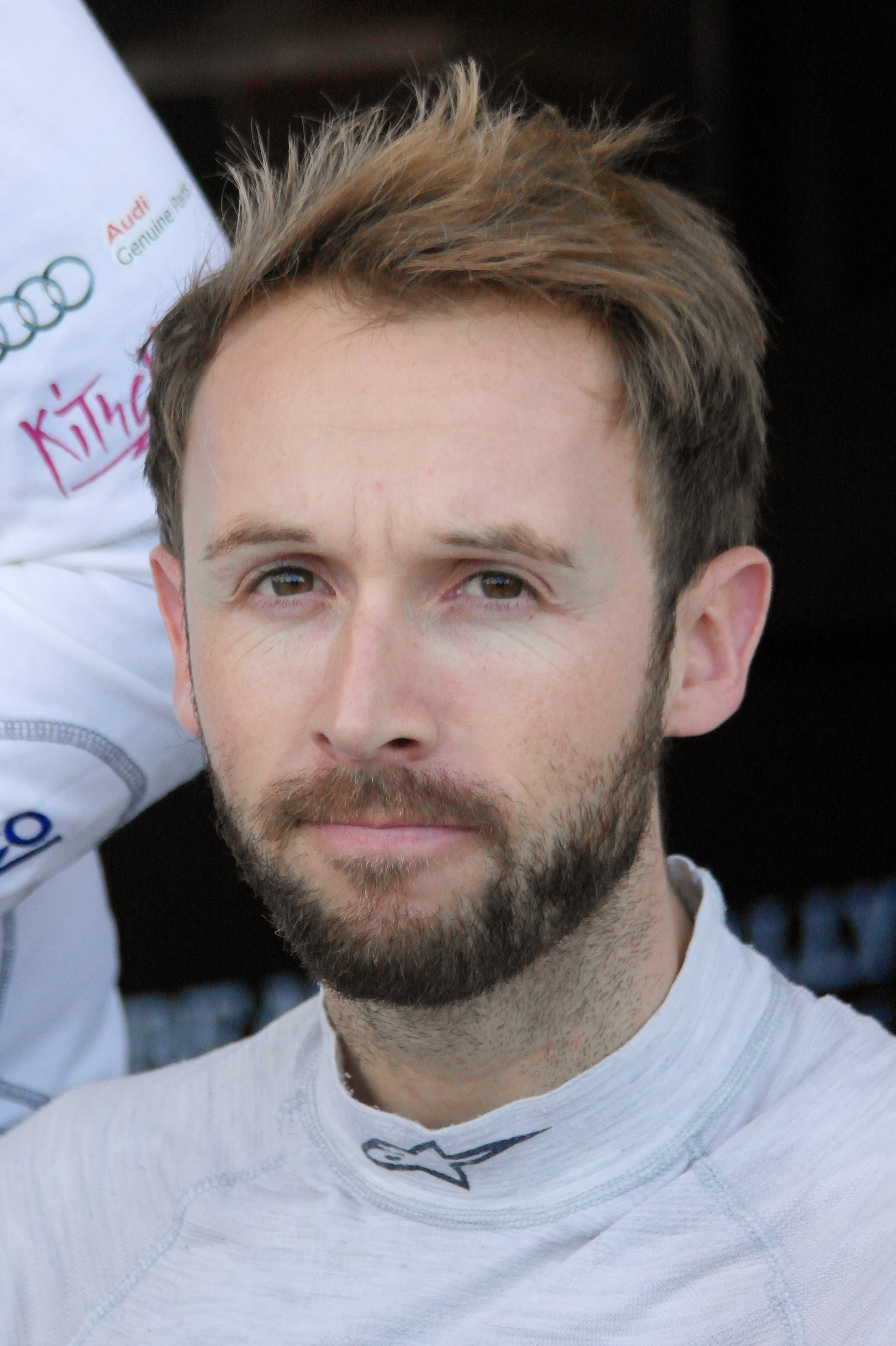
René Rast, campeón en 2017, 2019 y 2020.

| Año  | Campeonato de Pilotos | Campeonato de Pilotos    | Campeonato de Pilotos         | Campeonato de Fabricantes |
| Año  | Piloto                | Equipo                   | Automóvil                     | Campeonato de Fabricantes |
| ---- | --------------------- | ------------------------ | ----------------------------- | ------------------------- |
| 2000 | Bernd Schneider       | HWA Team                 | Mercedes-Benz Clase CLK       | Mercedes-Benz             |
| 2001 | Bernd Schneider       | HWA Team                 | Mercedes-Benz Clase CLK       | Mercedes-Benz             |
| 2002 | Laurent Aïello        | Audi ABT Sportsline      | Audi TT                       | Mercedes-Benz             |
| 2003 | Bernd Schneider       | HWA Team                 | Mercedes-Benz Clase CLK       | Mercedes-Benz             |
| 2004 | Mattias Ekström       | Audi ABT Sportsline      | Audi A4                       | Audi                      |
| 2005 | Gary Paffett          | HWA Team                 | Mercedes-Benz Clase C         | Mercedes-Benz             |
| 2006 | Bernd Schneider       | HWA Team                 | Mercedes-Benz Clase C         | Mercedes-Benz             |
| 2007 | Mattias Ekström       | Audi ABT Sportsline      | Audi A4                       | Audi                      |
| 2008 | Timo Scheider         | Audi ABT Sportsline      | Audi A4                       | Mercedes-Benz             |
| 2009 | Timo Scheider         | Audi ABT Sportsline      | Audi A4                       | Mercedes-Benz             |
| 2010 | Paul di Resta         | HWA Team                 | Mercedes-Benz Clase C         | Mercedes-Benz             |
| 2011 | Martin Tomczyk        | Audi Phoenix Racing      | Audi A4                       | Audi                      |
| 2012 | Bruno Spengler        | BMW Schnitzer Motorsport | BMW M3                        | BMW                       |
| 2013 | Mike Rockenfeller     | Audi Phoenix Racing      | Audi RS5                      | BMW                       |
| 2014 | Marco Wittmann        | BMW Team RMG             | BMW M4                        | Audi                      |
| 2015 | Pascal Wehrlein       | HWA Team                 | Mercedes-Benz Clase C         | BMW                       |
| 2016 | Marco Wittmann        | BMW Team RMG             | BMW M4                        | Audi                      |
| 2017 | René Rast             | Audi Sport Team Rosberg  | Audi RS5                      | Audi                      |
| 2018 | Gary Paffett          | HWA Team                 | Mercedes-Benz Clase C         | Mercedes-Benz             |
| 2019 | René Rast             | Audi Sport Team Rosberg  | Audi RS5 Turbo DTM            | Audi                      |
| 2020 | René Rast             | Audi Sport Team Rosberg  | Audi RS5 Turbo DTM            | Audi                      |
| 2021 | Maximilian Götz       | Mercedes-AMG Team HRT    | Mercedes-AMG GT3 Evo          | Mercedes-AMG              |
| 2022 | Sheldon van der Linde | Schubert Motorsport      | BMW M4 GT3                    | BMW                       |
| 2023 | Thomas Preining       | Manthey EMA              | Porsche 911 GT3 R (992)       | Porsche                   |
| 2024 | Mirko Bortolotti      | SSR Performance          | Lamborghini Huracán GT3 Evo 2 | Mercedes-AMG              |

## Estadísticas

### Fabricantes por número de títulos
| N.º | Fabricante    | Títulos | Años                                              |
| --- | ------------- | ------- | ------------------------------------------------- |
| 1   | Mercedes-Benz | 12      | 2000-2003, 2005-2006, 2008-2010, 2018, 2021, 2024 |
| 2   | Audi          | 8       | 2004, 2007, 2011, 2014, 2016-2017, 2019-2020      |
| 3   | BMW           | 4       | 2012-2013, 2015, 2022                             |
| 4   | Porsche       | 1       | 2023                                              |

### Pilotos por número de títulos
| N.º | Piloto                | Títulos | Años                   |
| --- | --------------------- | ------- | ---------------------- |
| 1   | Bernd Schneider       | 4       | 2000, 2001, 2003, 2006 |
| 2   | René Rast             | 3       | 2017, 2019, 2020       |
| 3   | Mattias Ekström       | 2       | 2004, 2007             |
| 3   | Timo Scheider         | 2       | 2008, 2009             |
| 3   | Marco Wittmann        | 2       | 2014, 2016             |
| 3   | Gary Paffett          | 2       | 2005, 2018             |
| 8   | Laurent Aïello        | 1       | 2002                   |
| 8   | Paul di Resta         | 1       | 2010                   |
| 8   | Martin Tomczyk        | 1       | 2011                   |
| 8   | Bruno Spengler        | 1       | 2012                   |
| 8   | Mike Rockenfeller     | 1       | 2013                   |
| 8   | Pascal Wehrlein       | 1       | 2015                   |
| 8   | Maximilian Götz       | 1       | 2021                   |
| 8   | Sheldon van der Linde | 1       | 2022                   |
| 8   | Thomas Preining       | 1       | 2023                   |
| 8   | Mirko Bortolotti      | 1       | 2024                   |

### Constructores por número de victorias
| N.º | Constructor   | Victorias |
| --- | ------------- | --------- |
| 1   | Mercedes-Benz | 204       |
| 2   | Audi          | 136       |
| 3   | BMW           | 95        |
| 4   | Alfa Romeo    | 41        |
| 5   | Ford          | 30        |
| 6   | Opel          | 20        |
| 7   | Ferrari       | 7         |
| 8   | Rover         | 6         |
| 9   | Volvo         | 5         |
| 10  | Porsche       | 3         |
| 11  | Chevrolet     | 1         |